# Tournoi d'ouverture du championnat d'Argentine de football 2010
Navigation
Tournoi précédent Tournoi suivant
Le tournoi d'ouverture de la saison 2010 du Championnat d'Argentine de football est le premier tournoi semestriel de la 81e édition du championnat de première division en Argentine. Les vingt équipes sont regroupées au sein d'une poule unique où elles affrontent une fois chacun de leurs adversaires. Il n'y a ni promotion, ni relégation à l'issue de ce tournoi.
C'est le club d'Estudiantes (La Plata) qui remporte le tournoi après avoir terminé en tête du classement final, avec deux points d'avance sur Vélez Sarsfield et treize sur Arsenal. C'est le sixième titre de champion d'Argentine de l'histoire du club, le premier depuis remporté lors du tournoi d'Ouverture 2006.

## Qualifications continentales
Un classement cumulé des tournois de l'année 2010 permet de désigner les quatre clubs engagés en Copa Libertadores : les deux vainqueurs des tournois semestriels puis les deux meilleures équipes non encore qualifiées au classement cumulé. De plus, Estudiantes (La Plata) obtient sa qualification automatique en tant que meilleur club argentin de la Copa Sudamericana 2010 (compétition que le club a d'ailleurs remportée).

## Les clubs participants
| \| Buenos Aires La Plata Rosario Santa Fe Mendoza Bahía Blanca \| Villes représentées lors de la saison 2010-2011 |
| Buenos Aires La Plata Rosario Santa Fe Mendoza Bahía Blanca                                                       |

- Arsenal
- Gimnasia y Esgrima (La Plata)
- Huracán
- Boca Juniors
- Banfield
- Colón (Santa Fe)
- Godoy Cruz (Mendoza)
- Independiente
- Lanús
- Newell's Old Boys (Rosario)
- Argentinos Juniors
- Racing Club
- San Lorenzo de Almagro
- Estudiantes (La Plata)
- Tigre
- River Plate
- Vélez Sársfield
- Olimpo (Bahía Blanca) - Promu de Primera B Nacional
- Quilmes - Promu de Primera B Nacional
- All Boys - Promu de Primera B

## Compétition
Le barème utilisé pour établir le classement est le suivant :
- Victoire : 3 points
- Match nul : 1 point
- Défaite : 0 point

### Classement
| Rang | Équipe                        | Pts | J  | G  | N | P  | Bp | Bc | Diff |
| ---- | ----------------------------- | --- | -- | -- | - | -- | -- | -- | ---- |
| 1    | Estudiantes (La Plata)        | 45  | 19 | 14 | 3 | 2  | 32 | 8  | +24  |
| 2    | Vélez Sársfield               | 43  | 19 | 13 | 4 | 2  | 33 | 9  | +24  |
| 3    | Arsenal                       | 32  | 19 | 9  | 5 | 5  | 22 | 19 | +3   |
| 4    | River Plate                   | 31  | 19 | 8  | 7 | 4  | 21 | 18 | +3   |
| 5    | Godoy Cruz (Mendoza)          | 29  | 19 | 7  | 8 | 4  | 32 | 25 | +7   |
| 6    | Racing Club                   | 29  | 19 | 8  | 5 | 6  | 25 | 18 | +7   |
| 7    | Lanús                         | 28  | 19 | 8  | 4 | 7  | 20 | 25 | -5   |
| 8    | All BoysP                     | 26  | 19 | 7  | 5 | 7  | 24 | 23 | +1   |
| 9    | Newell's Old Boys (Rosario)   | 26  | 19 | 6  | 8 | 5  | 13 | 12 | +1   |
| 10   | Colón (Santa Fe)              | 26  | 19 | 7  | 5 | 7  | 21 | 29 | -8   |
| 11   | Tigre                         | 25  | 19 | 7  | 4 | 8  | 24 | 24 | 0    |
| 12   | Boca Juniors                  | 25  | 19 | 7  | 4 | 8  | 20 | 20 | 0    |
| 13   | Argentinos JuniorsT           | 24  | 19 | 6  | 6 | 7  | 22 | 21 | +1   |
| 14   | San Lorenzo de Almagro        | 24  | 19 | 6  | 6 | 7  | 18 | 20 | -2   |
| 15   | Banfield                      | 20  | 19 | 4  | 8 | 7  | 20 | 19 | +1   |
| 16   | QuilmesP                      | 19  | 19 | 4  | 7 | 8  | 14 | 23 | -9   |
| 17   | Olimpo (Bahía Blanca)P        | 18  | 19 | 5  | 3 | 11 | 18 | 26 | -8   |
| 18   | Huracán                       | 16  | 19 | 4  | 4 | 11 | 16 | 33 | -17  |
| 19   | Gimnasia y Esgrima (La Plata) | 15  | 19 | 3  | 6 | 10 | 13 | 23 | -10  |
| 20   | Independiente                 | 14  | 19 | 2  | 8 | 9  | 13 | 26 | -13  |

|  | Qualification pour la Copa Libertadores 2011    |
|  | T : Tenant du titre P : Club promu de Primera B |

### Qualification pour la Copa Libertadores 2011
Un classement cumulé des deux derniers tournois disputés (Clôture 2010 et Ouverture 2010) permet de distribuer les cinq places attribuées à la fédération argentine. Les deux vainqueurs des tournois sont automatiquement qualifiés pour le premier tour tout comme les deux meilleurs non-qualifiés au classement cumulé. Le CA Independiente, qualifié en tant que meilleur club argentin de la Copa Sudamericana 2010, commence la compétition au tour préliminaire.
| Rang | Équipe                        | Pts | J  | G  | N  | P  | Bp | Bc | Diff |
| ---- | ----------------------------- | --- | -- | -- | -- | -- | -- | -- | ---- |
| 1    | Estudiantes (La Plata)ouv     | 85  | 38 | 26 | 7  | 5  | 65 | 22 | +43  |
| 2    | Vélez Sársfield               | 70  | 38 | 20 | 10 | 8  | 58 | 29 | +29  |
| 3    | Godoy Cruz (Mendoza)          | 66  | 38 | 18 | 12 | 8  | 62 | 39 | +23  |
| 4    | Argentinos JuniorsClo         | 65  | 38 | 18 | 11 | 9  | 57 | 44 | +13  |
| 5    | Racing Club                   | 58  | 38 | 17 | 7  | 14 | 46 | 40 | +6   |
| 6    | Lanús                         | 57  | 38 | 16 | 9  | 13 | 45 | 48 | -3   |
| 7    | Newell's Old Boys (Rosario)   | 56  | 38 | 14 | 14 | 10 | 45 | 30 | +15  |
| 8    | River Plate                   | 53  | 38 | 14 | 11 | 13 | 37 | 39 | -2   |
| 9    | Banfield                      | 52  | 38 | 13 | 13 | 12 | 44 | 35 | +9   |
| 10   | Arsenal                       | 51  | 38 | 14 | 9  | 15 | 41 | 52 | -11  |
| 11   | Tigre                         | 49  | 38 | 14 | 7  | 17 | 52 | 50 | +2   |
| 12   | IndependienteC3               | 48  | 38 | 12 | 12 | 14 | 38 | 44 | -6   |
| 13   | Colón (Santa Fe)              | 47  | 38 | 11 | 14 | 13 | 41 | 61 | -20  |
| 14   | Boca Juniors                  | 45  | 38 | 12 | 9  | 17 | 48 | 55 | -7   |
| 15   | San Lorenzo de Almagro        | 44  | 38 | 12 | 8  | 18 | 44 | 41 | +3   |
| 16   | Huracán                       | 42  | 38 | 11 | 9  | 18 | 37 | 55 | -18  |
| 17   | Gimnasia y Esgrima (La Plata) | 39  | 38 | 9  | 12 | 17 | 34 | 52 | -18  |
| 18   | All Boys                      | 26  | 19 | 7  | 5  | 7  | 24 | 23 | +1   |
| 19   | Quilmes                       | 19  | 19 | 4  | 7  | 8  | 14 | 23 | -9   |
| 20   | Olimpo (Bahía Blanca)         | 18  | 19 | 5  | 3  | 11 | 18 | 26 | -8   |

|  | Qualification directe pour la Copa Libertadores 2011                                                                               |
|  | Qualification pour le tour préliminaire de la Copa Libertadores 2011                                                               |
|  | Clo : Vainqueur du tournoi de Clôture 2010 Ouv : Vainqueur du tournoi d'Ouverture 2010 C3 : Vainqueur de la Copa Sudamericana 2010 |

## Bilan de la saison
| Championnat d'Argentine de football 2010   |                                                                                |
| Champion                                   | Estudiantes (La Plata) (6e titre)                                              |
| Coupes et trophées                         |                                                                                |
| Vainqueur de la Coupe d'Argentine 2010     | Non disputée                                                                   |
| Qualifications continentales               |                                                                                |
| Copa Libertadores 2011                     | Estudiantes (La Plata) Vélez Sarsfield Godoy Cruz (Mendoza) Argentinos Juniors |
| Copa Libertadores 2011 (tour préliminaire) | Independiente                                                                  |
| Promotions et relégations                  |                                                                                |
| Promus en Primera Division                 | Aucun                                                                          |
| Relégués en Primera B Nacional             | Aucun                                                                          |